# Bokharasöm
Bokharasöm, läggsöm som används vid broderier och framförallt används för utfyllning av blad och blomstermotiv. Namnet kommer antagligen ifrån att detta sömsätt är karakteristiskt för de broderade Bokhara-Suzanimattorna.